# 등거리 원칙
등거리 원칙(영어: Equidistance principle 에퀴드스탠드 프린시플[*]) 또는 등거리 중간선 원칙은 해양 경계 주장에서 한 국가의 해양 경계가 이웃 국가의 해안과 등거리인 중앙선을 따라야 한다는 법적 개념이다. 이 개념은 인접 국가의 국경이 인접한 대륙붕에 위치한 분쟁을 해결하는 과정에서 개발되었다:
등거리선은 선의 모든 점이 사용 중인 기준선의 가장 가까운 점에서 등거리인 선이다. 등거리 원칙은 <유엔 해양법 협약>의 승인을 받았지만 해당 조약보다 앞서 <미국 연방대법원>, 주 및 국가에서 경계를 공평하게 설정하는 데 사용한 방법론이다.

등거리 원칙은 관습 국제법의 한 측면을 나타내지만, 동시에 역사와 같은 다른 요소에 비추어 그 중요성을 평가한다.
"역사적 권리" 또는 일부 또는 다른 종류의 칭호는 '합법적' 권리가 아닌 '물리적'의 범위가 좁아짐에 따라 감소하기보다는 강화된 중요성을 갖게 될 것이다. "메인 만" 사건에서 역사적 주장은 성공하지 못했지만, "튀니지-리비아"에서 "[현 상태]" 또는 "<Modus Vivendi(협정)>" 선을 식별하는 것은 1단계 구분의 형평성을 확인하는 데 결정적으로 중요했다는 점을 기억하는 것이 중요하다. 미국 주 정부는 묵인이 의도 되지 않는 경우 그 어느 때보다 신중하게 묵인하는 모습을 피할 것이며, 석유 및 광업부와 외교부 법률 고문 간에 신중한 협력을 기대할 수 있다." - Highet Keith, (1989). "Whatever became of natural prolongation."

## 역사
미국은 1805년 의회법에 따라 공공 토지를 "동일한 선에 있는 두 모서리로부터 등거리"에 가까운 측도로 나누는 등거리를 사용했다. 등거리와 관련하여 가장 주목할 만한 역사적 사건 중 하나는 독일, 네덜란드, 덴마크 간의 논쟁이었던 북해 대륙붕 사건이다. 세 나라 모두 바다 내의 특정 지역에 영유권을 주장했다. 독일은 특별한 사정으로 인해 해당 토지를 소유하고 있었기 때문에 세 나라가 유엔을 통해 주제를 다투어 왔다고 주장했다. 결국 ICJ가 개입하여 이 주제에 대한 재판을 열었다.
국제법 또한 등거리 원칙을 언급하고 있다. 예시로 1958년 대륙붕에 관한 제네바 협약의 제6조는 다음과 같이 설명한다.
"동일한 대륙붕이 해안이 서로 반대인 두 개 이상의 주에 인접한 경우, 해당 주에 해당하는 대륙붕의 경계는 두 주 간의 합의에 의해 결정된다. 합의가 이루어지지 않고 특별한 상황에 의해 다른 경계선이 정당화되지 않는 한, 경계는 중앙선이며, 각 주의 영토 바다의 폭을 측정하는 기준선의 가장 가까운 지점에서 모든 지점이 등거리이다."

## 자료
- Dorinda G. Dallmeyer and Louis De Vorsey. (1989). Rights to Oceanic Resources: Deciding and Drawing Maritime Boundaries. Dordrecht: Martinus Nijhoff Publishers. ISBN 9780792300199; OCLC 18981568